# Великая Шишовка
Вели́кая Ши́шовка (укр. Велика Шишівка) — село на Украине, находится в Шахтёрском районе Донецкой области. Под контролем самопровозглашённой Донецкой Народной Республики.

## География

### Соседние населённые пункты по странам света
С: —
СЗ: Зарощенское, Дубовое, Молодецкое, город Шахтёрск
СВ: Терновое, Горное, город Торез
З: —
ЮЗ: Шапошниково
Ю: Малая Шишовка
ЮВ: Свистуны
В: —

## Население
Население по переписи 2001 года составляло 719 человек.

## Общие сведения
Код КОАТУУ — 1425280501. Почтовый индекс — 86253. Телефонный код — 6255.

#### Адрес местного совета
86253, Донецкая область, Шахтёрский р-н, с. Великая Шишовка, ул. Дениченко, д.48

## История
В июле-августе 2014 года посёлок был опорным пунктом вооружённых сил Украины в боях с сепаратистами ДНР (см. Вооружённый конфликт на юго-востоке Украины):
Центральная группа Амвросиевской группировки украинских войск уже ведёт бои за печально знаменитый Т-образный перекрёсток в Шахтёрске, выйдя с юга к Молодецкому с рубежа Зарощенское — Великая Шишовка.